# Indywidualne Mistrzostwa Szwecji na Żużlu 2010
Indywidualne Mistrzostwa Szwecji na Żużlu 2010 – cykl turniejów żużlowych, mających wyłonić najlepszych żużlowców szwedzkich. Tytuł wywalczył Andreas Jonsson (Dackarna Målilla).

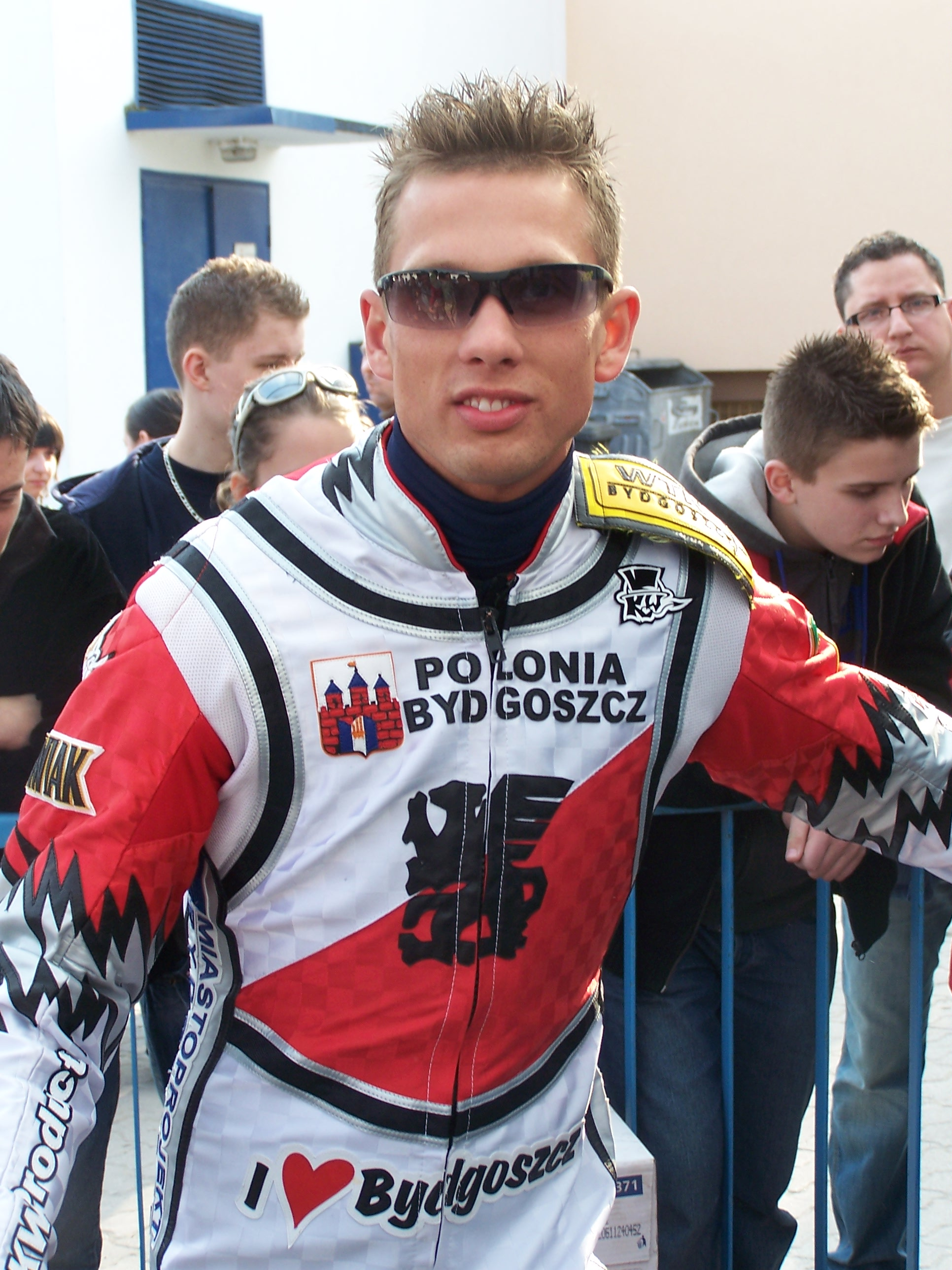
Andreas Jonsson – mistrz Szwecji 2010

## Finał
- Målilla, 18 września 2010

| Msc. | Zawodnik              | Klub                 | Pkt |             | Uwagi                         |
| ---- | --------------------- | -------------------- | --- | ----------- | ----------------------------- |
| 1    | Andreas Jonsson       | Dackarna Målilla     | 13  | (3,3,3,3,1) | I m. w finale                 |
| 2    | Fredrik Lindgren      | Dackarna Målilla     | 13  | (3,2,3,3,2) | II m. w finale                |
| 3    | Magnus Zetterström    | Indianerna Kumla     | 14  | (2,3,3,3,3) | III m. w finale               |
| 4    | Tomas H. Jonasson     | VMS Elit Vetlanda    | 10  | (2,3,2,0,3) | I m. w barażu, IV m. w finale |
| 5    | Mikael Max            | Lejonen Gislaved     | 9   | (0,1,3,2,3) | II m. w barażu                |
| 6    | Peter Karlsson        | Dackarna Målilla     | 9   | (1,3,2,1,2) | III m. w barażu               |
| 7    | David Ruud            | Lejonen Gislaved     | 9   | (3,2,0,1,3) | IV m. w barażu                |
| 8    | Eric Andersson        | Masarna Avesta       | 8   | (2,2,1,2,1) |                               |
| 9    | Antonio Lindbäck      | Piraterna Motala     | 7   | (3,1,0,1,2) |                               |
| 10   | Linus Sundström       | Piraterna Motala     | 7   | (2,1,1,3,0) |                               |
| 11   | Daniel Nermark        | Valsarna Hagfors     | 7   | (0,2,2,2,1) |                               |
| 12   | Peter Ljung           | VMS Elit Vetlanda    | 7   | (1,1,1,2,2) |                               |
| 13   | Daniel Davidsson      | Griparna Nyköping    | 3   | (0,0,2,1,0) |                               |
| 14   | Robin Törnqvist       | Solkatterna Karlstad | 2   | (1,0,1,0,0) |                               |
| 15   | Freddie Eriksson      | Griparna Nyköping    | 1   | (1,0,0,0,0) |                               |
| 16   | Linus Eklöf           | Hammarby Sztokholm   | 1   | (0,0,0,0,1) |                               |
|      | rez. Dennis Andersson | Vargarna Norrköping  | ns  |             |                               |
|      | rez. Ludvig Lindgren  | Lejonen Gislaved     | ns  |             |                               |

## Bieg po biegu
1. F.Lindgren, E.Andersson, Törnqvist, Max
2. Jonsson, Jonasson, Eriksson, Ekloef
3. Lindbäck, Sundstroem, Ljung, Davidsson
4. Ruud, Zetterström, Karlsson, Nermark
5. Jonasson, Nermark, Sundstroem, Törnqvist
6. Karlsson, F.Lindgren, Lindbäck, Eriksson
7. Jonsson, Ruud, Max, Davidsson
8. Zetterström, E.Andersson, Ljung, Ekloef
9. Zetterström, Davidsson, Törnqvist, Eriksson
10. F.Lindgren, Jonasson, Ljung, Ruud
11. Max, Karlsson, Sundstroem, Ekloef
12. Jonsson, Nermark, E.Andersson, Lindbäck
13. Jonsson, Ljung, Karlsson, Törnqvist
14. F.Lindgren, Nermark, Davidsson, Ekloef
15. Zetterström, Max, Lindbäck, Jonasson
16. Sundstroem, E.Andersson, Ruud, Eriksson
17. Ruud, Lindbäck, Ekloef, Törnqvist
18. Zetterström, F.Lindgren, Jonsson, Sundstroem
19. Max, Ljung, Nermark, Eriksson
20. Jonasson, Karlsson, E.Andersson, Davidsson
21. Baraż (miejsca 4-7, najlepszy do finału): Jonasson, Max, Karlsson, Ruud
22. Finał (miejsca 1-3 i najlepszy z barażu): Jonsson, F.Lindgren, Zetterström, Jonasson